# رجاء الجداوي
رجاء الجداوي (6 سبتمبر 1934 - 5 يوليو 2020 / 14 ذو القعدة 1441 هـ)، ممثلة وعارضة أزياء مصرية. كانت تُعدّ من أبرز الفنانات العربيات، بدأت مسيرتها الفنية من خلال فيلم غريبة عام 1958، واستمرت سنوات عملها الفني ما يقارب 62 عامًا.

## عن حياتها
اسمها الحقيقي «نجاة علي حسن الجداوي»، من مواليد مدينة الإسماعيلية في شرقي مصر. وخالتها هي الفنانة الشهيرة تحية كاريوكا. ولدت رجاء لأسرة عربية ميسورة الحال تعود أصولها إلى ينبع في غربي الجزيرة العربية،  من أب من أصل حجازي وأم من أصل نجدي. وكان والدها الجداوي يعمل في تجارة البحر بين مصر والحجاز، تزوج بسيدة من العقيلات واستقر في السويس وانجب رجاء واخوتها. وفي ذلك قالت: «أن جدها حسن من مواليد جدة، ووالدها علي من مواليد ينبع، وكان يملك صندلا بحريا قبل الانتقال والعيش في السويس بمصر، في ثلاثينات القرن العشرين، وأشارت إلى أنه ما زالت لهم أصول تعيش في الحجاز حتى اليوم». اهتم جدها حسن بمحافظة أطفاله بجذورهم القبلية، فزوج ابنه عليًا بالسيدة فاطمة  وهي ابنة رجل من العقيلات من عنيزة في القصيم  فأنجبت رجاء.
انتقلت الجداوي وهي بعمر ثلاثة سنوات إلى القاهرة برفقه شقيقها الأصغر فاروق للإقامة مع خالتها الفنانة تحية كاريوكا التي تولت رعايتهما بعد طلاق والدتها. وتحدثت رجاء الجداوى عن دور خالتها في تربيتها قائلة: «والدتي اتطلقت وكنا 5 أشقاء، فقررت خالتي تحية إنها تاخدني أنا وكان عمرى 3 سنوات وشقيقي الأصغر فاروق، لتتولى رعايتنا وانتقلنا من الإسماعيلية للقاهرة ودخلتنا مدارس فرنسية داخلية، وكانت أكثر من أم وأدين لها بكل حياتي وبقيت معها حتى سن 14 سنة». وقد تربت رجاء في تلك الفترة على يد مربية إيطالية تدعى بينا، تولت رعايتها منذ طفولتها، وتعلمت منها اللغة الايطالية، بعدها قررت رجاء أن تتخلى عن نمط حياتها الباذخ، للوقوف إلى جانب والدتها في أزمتها الاقتصادية، بعدما أفقدتها قرارات التأميم بمصر في زمن الرئيس الراحل جمال عبد الناصر مصدر رزقها. وتلقت الجداوي تعليمها الأول في مدارس الفرانسيسكان في القاهرة حيث تعلمت الفرنسية والإيطالية والإنجليزية في سن مبكر، ثم عملت في قسم الترجمة بإحدى الشركات الإعلانية.

### حياتها الأسرية
تزوجت من حارس مرمى النادي الإسماعيلي ومنتخب مصر الأسبق «حسن مختار» في 22 نوفمبر 1970، وأنجبت منه ابنتها الوحيدة «أميرة». وكانت رجاء قد تعرفت إلى حسن مختار في السودان تحديدا في مدينة ود مدني، حين كانت تقيم في فندق هناك، ولاحقاً طلب يدها عندما كانا يستقلان الطائرة.
 وحسن مختار يصغر الجداوي بعشرة أعوام، واستمر زواجهم 45 سنة حتى يوم وفاة مختار عام 2016 

## مسيرتها المهنية
حصلت على «وشاح سمراء القاهرة» في كرنفال بحديقة الأندلس الذي حصلت من خلاله لاحقًا على جائزة «ملكة جمال حوض البحر المتوسط». كما فازت بلقب ملكة جمال القطر المصري عام 1958 وحازت على جائزة ملكة القطن المصري في مسابقة ثقافية باعتباره أشهر المنتجات المصرية التي كان يتم تصديرها في خمسينيات القرن العشرين، وفازت باللقب بعد نجاحها في الإجابة على سؤال حول أنواع القطن المختلفة والفرق بينها. وبعدها عملت عارضه أزياء. وخاضت خلال ذلك تجربة التمثيل. وكان أولها في دعاء الكروان، مثَّلت في فترة الستينات والثمانينات، ولها أدوار في أفلام شهيرة مثل إشاعة حب مع عمر الشريف وسعاد حسني ويوسف وهبي، وكرامة زوجتي مع صلاح ذو الفقار وشادية. ولها العديد من المسلسلات مثل أهلا بالسكان، وعائلة الحاج متولي، ومع صلاح ذو الفقار في أبيض وأسود. ولها مسرحيات خاصة مع عادل إمام مثل الواد سيد الشغال والزعيم. خاضت تجربة التقديم التلفزيوني من خلال برنامج تحت عنوان «اسألوا رجاء» مع الإعلامي عمرو أديب.

## وفاتها
أُعلن في 24 مايو 2020 عن إصابتها بمرض فيروس كورونا وذلك أثناء تصوير الحلقات الأخيرة من مسلسل لعبة النسيان. فنقلت إلى مستشفى أبو خليفة، وهو إحدى مستشفيات العزل بالإسماعيلية وفقًا لتوصية من وزيرة الصحة هالة زايد. وقيل أنها التقطت العدوى أثناء تقديمها واجب العزاء في وفاة رجل الأعمال السعودي صالح كامل يوم 27 رمضان.
بقيت تحت العلاج في المستشفى لمدة 43 يومًا، وخلال الأيام الأخيرة لها تدهورت حالتها الصحية بشكل حرج إلى أن توفيت صباح الأحد الموافق 5 يوليو 2020 عن 85 عامًا، حيث أعلنت ابنتها «أميرة مختار» خبر وفاتها عبر حسابها على فيسبوك.

## أعمالها

### الأفلام
- 1958: غريبة
- 1959: نور الليل
- 1959: دعاء الكروان
- 1960: إشاعة حب
- 1961: مخلب القط
- 1961: الفرسان الثلاثة
- 1961: الضوء الخافت
- 1963: القاهرة في الليل
- 1967: معسكر البنات
- 1967: كرامة زوجتي
- 1968: بابا عايز كده
- 1968: أيام الحب
- 1968: 3 نساء
- 1970: أصعب جواز
- 1973: زائر الفجر
- 1975: على ورق سيلوفان
- 1976: ليتني ما عرفت الحب
- 1976: أزواج طائشون
- 1977: نساء في المدينة
- 1978: ابتسامة واحدة تكفي
- 1979: لا تبكي يا حبيب العمر
- 1980: من يدفع الثمن
- 1981: موعد على العشاء
- 1982: عصابة حمادة وتوتو
- 1982: حدوتة مصرية
- 1982: بريق عينيك
- 1982: انهيار
- 1985: تجار السموم
- 1985: أيام في الحلال
- 1986: المشهد الأخير
- 1987: يوميات امرأة عصرية
- 1987: ثمن الغربة
- 1987: الوحل
- 1987: البيه البواب
- 1988: عاد لينتقم
- 1988: الأب الثائر
- 1989: ترويض الرجل
- 1990: حنفي الأبهة
- 1990: العقرب
- 1992: سفاح في مدرسة المراهقات
- 1994: قدارة
- 1997: وفي الحياة حب آخر
- 2000: ليه خلتني أحبك
- 2000: فيلم ثقافي
- 2000: فرقة بنات وبس
- 2001: العاشقان
- 2001: السلم والثعبان
- 2002: أمير الظلام
- 2003: سهر الليالي
- 2003: التجربة الدنماركية
- 2005: إنت عمري
- 2006: كامل الأوصاف
- 2007: كركر
- 2007: شيكامارا
- 2007: تيمور وشفيقة
- 2007: أنا مش معاهم
- 2007: أحلام الفتى الطايش
- 2008: بلطية العايمة
- 2008: المش مهندس حسن
- 2009: بوبوس
- 2009: بدون رقابة
- 2010: الثلاثة يشتغلونها
- 2011: يا أنا يا هوه
- 2012: غش الزوجية
- 2012: ساعة ونص
- 2012: بنات العم
- 2012: إلا خمسة
- 2013: هاتولي راجل
- 2013: كلبي دليلي
- 2013: تتح
- 2014: مراتي وزوجتي
- 2014: كلام جرايد
- 2014: المواطن برص
- 2016: من 30 سنة
- 2016: حملة فريزر
- 2016: أبو شنب
- 2020: توأم روحي.
- 2020: اعز الولد.

### المسلسلات
- 1964: الشنطة مع مين
- 1967: نوسة
- 1969: ليلى
- 1969: جراح عميقة
- 1969: ألف ليلة وليلة
- 1970: للأزواج فقط
- 1970: سيداتي آنساتي
- 1970: العصابة
- 1970: أشجان
- 1971: جريمة الساعة 11
- 1971: المجنون
- 1972: القاهرة والناس
- 1973: الدوامة
- 1973: البحث عن فردوس
- 1975: أرض النفاق
- 1976: هروب
- 1976: الهاربان
- 1977: هذا المصير
- 1977: بماذا تشتري النقود
- 1977: المجهول
- 1978: لحظة اختيار
- 1978: أحلام الفتى الطائر
- 1982: سر الغريبة
- 1982: اللص الظريف
- 1983: حتى لا يختنق الحب
- 1984: هند والدكتور نعمان
- 1984: غابة من الأسمنت
- 1984: خطوات الشيطان
- 1984: أهلا أهلا بالسكان
- 1984: امرأة مختلفة
- 1985: بيت العز
- 1986: وكسبنا القضية
- 1986: بلاغ للنائب العام
- 1986: أولاد آدم
- 1987: كوم الدكة
- 1987: صائمون والله أعلم
- 1987: حارة السكري
- 1987: السرايا
- 1988: تزوج وابتسم للحياة
- 1989: نقل مخ
- 1989: رجال في المصيدة
- 1989: أنا وانت وبابا في المشمش
- 1989: الزهور لا تموت
- 1989: أبيض وأسود
- 1990: دقات الساعة
- 1990: إسطبل عنتر
- 1991: صراع الأجيال
- 1991: رحلة أبو الوفا
- 1991: بين ثلاثة
- 1991: بصمات على الطريق
- 1992: مبروك ألف مبروك
- 1992: قصر فوق الرمال
- 1992: في المرآة
- 1993: كلام رجالة
- 1993: عصر الفرسان
- 1993: عروس البحر
- 1993: أمهات في بيت الحب
- 1993: السحت
- 1993: الأزواج الطيبين
- 1993: أبرياء في المصيدة
- 1994: لعبة كل بيت
- 1994: زمن الأقوياء
- 1994: العائلة
- 1995: شيء في صدري
- 1996: وصية المالكي
- 1996: قطار الذكريات
- 1996: حارة المحروسة
- 1996: بريق في السحاب
- 1997: هارون الرشيد
- 1997: كلهن طيبات
- 1997: اللص الذي أحبه
- 1997: أسرار خاصة
- 1998: وهزمتني امرأة
- 1998: كلام في كلام
- 1998: عيون الحب
- 1998: عائلة السكري
- 1998: سقوط الأقنعة
- 1998: سعيكم مشكور
- 1998: رد قلبي
- 1998: جريمة في قصر العدالة
- 1998: أيام الضحك والدموع
- 1998: المفتاح الضائع
- 1998: اللعب في المضمون
- 1998: القلب يخطيء أحيانا
- 1998: أسير بلا قيود
- 1999: وبعد الظلام تشرق الشمس
- 1999: مذكرات ضرة
- 1999: ع الحلوه والمرة
- 1999: رائحة الورد
- 1999: حكيم روحاني حضرتك
- 1999: اللص والخروف
- 1999: ألف ليلة وليلة
- 1999: العين اللي صابت
- 1999: الرجل الآخر
- 2000: يوم للحياة ويوم للموت
- 2000: عندما تثور النساء
- 2000: حلم العمر
- 2000: أوان الورد
- 2000: الوهم والخديعة
- 2000: ألف ليلة وليلة
- 2000: الفسطاط
- 2000: الحب والاختيار
- 2000: الجحيم رجل
- 2000: أستاذي الجليل رفقا بنا
- 2001: وتاهت بعد العمر الطويل
- 2001: منشية البكري
- 2001: ليه يا دنيا ليه
- 2001: للعدالة وجوه كثيرة
- 2001: عش العصفور
- 2001: عائلة الحاج متولي
- 2001: شجر الأحلام
- 2001: ثمار الوهم
- 2001: آمال وأقدار
- 2001: النساء قادمون
- 2002: يحيا العدل
- 2002: موعد مع الشهرة
- 2002: ديدي ودوللي
- 2002: انظر حولك وابتسم
- 2002: أميرة في عابدين
- 2002: الرجل المنتظر
- 2002: الخريف لن يأتي أبدا
- 2002: ابن ليل
- 2003: ولا في الأحلام
- 2003: فلاح في بلاط صاحبة الجلالة
- 2003: رياح الماضي
- 2003: حكايات زوج معاصر
- 2003: بياع المواويل
- 2004: مصر الجديدة
- 2004: مشوار امرأة
- 2004: قيود بلا قضبان
- 2004: قلبي يناديك
- 2004: عيش أيامك
- 2004: عيب يا دكتور
- 2004: عباس الأبيض في اليوم الأسود
- 2004: أهل الرحمة
- 2004: المهنة طبيب
- 2004: أحلام هند الخشاب
- 2005: ينابيع العشق
- 2005: مبروك جالك قلق
- 2005: طعمية بالكافيار
- 2005: سارة
- 2005: العميل 1001
- 2005: أحلام في البوابة
- 2006: دعوة فرح
- 2006: تامر وشوقية (ج1)
- 2006: بنت بنوت
- 2006: أولاد الشوارع
- 2006: السندريلا
- 2006: 30 شارع مصطفى حسين
- 2007: قضية رأي عام
- 2007: عائلة مجنونة جدا
- 2007: خليها على الله
- 2007: حكايات المدندش
- 2007: حق مشروع
- 2007: تعيش وتاخد غيرها
- 2007: تامر وشوقية (ج2)
- 2008: وعادت القلوب
- 2008: هيمه أيام الضحك والدموع
- 2008: مسك الليل
- 2008: عدى النهار
- 2008: جدار القلب
- 2008: ثورة وحكاية
- 2008: تامر وشوقية (ج3)
- 2008: بنات عمري
- 2008: بعد الفراق
- 2008: الفنار
- 2009: هانم بنت باشا
- 2009: متخافوش
- 2009: شطحات نسائية
- 2009: خاص جدا
- 2009: تامر وشوقية (ج4)
- 2009: بشرى سارة
- 2009: إن غاب القط
- 2009: أحلام نبيلة
- 2009: ابن الأرندلي
- 2010: نعم مازلت آنسة
- 2010: مذكرات سيئة السمعة
- 2010: شاهد إثبات
- 2010: جوز ماما (ج1)
- 2010: القطة العمياء
- 2010: أزمة سكر
- 2011: نونة المأذونة
- 2011: سمارة
- 2011: جوز ماما مين (ج2)
- 2011: أزواج في ورطة
- 2012: شربات لوز
- 2012: حكايات بنات (ج1)
- 2012: بفعل فاعل
- 2012: الهروب
- 2012: البحر والعطشانة
- 2012: ابن النظام
- 2013: نكدب لو قلنا ما بنحبش
- 2013: نظرية الجوافة
- 2013: في غمضة عين
- 2013: فض اشتباك
- 2013: جوز ماما (ج3)
- 2013: الداعية
- 2014: دوائر حب
- 2014: الدجال
- 2014: الخطيئة
- 2014: الإخوة (ج1)
- 2015: يوميات زوجة مفروسة أوي (ج1)
- 2015: لهفة
- 2015: لما تامر ساب شوقية
- 2015: الإخوة (ج2)
- 2015: أريد رجلا (ج2)
- 2016: يوميات زوجة مفروسة أوي (ج2)
- 2016: جراند أوتيل
- 2016: الأسطورة
- 2017: يوميات زوجة مفروسة أوي (ج3)
- 2017: ريح المدام
- 2017: حلاوة الدنيا
- 2018: يوميات زوجة مفروسة أوي (ج4)
- 2018: عوالم خفية
- 2018: عزمي وأشجان
- 2018: طلعت روحي
- 2018: شوقية وعيلتها المفترية
- 2019: شبر ميه
- 2019: أيام العسل
- 2020: لعبة النسيان
- 2020: الشركة الألمانية لمكافحة الخوارق

### المسلسلات الإذاعية
- 1967: أيام معه
- 1987: البراري والحامول
- 2005: حب بالصلصة
- 2009: عوام على بر الهوى
- 2010: يا أنا يا أنت
- 2010: منحوس مع مرتبة الشرف
- 2010: بابا زعيم عصابة
- 2014: مش خيال
- 2014: شوربة السياحة
- 2017: البخيل هو أنا
- 2019: سعيدة مش سعيدة
- 2019: حكاوي دكتور نفساوي

### المسرحيات
- 1970: التعلب فات
- 1980: أدب الجواز
- 1981: نصيحة مخلصة للسيدات
- 1985: الواد سيد الشغال
- 1993: الزعيم
- 1994: الثعلب في الملعب

### الفوازير
- 1988: فوازير المناسبات

### الرسوم المتحركة
- 2009: افهمني شكرا

## وصلات خارجية
- رجاء الجداوي على موقع IMDb (الإنجليزية)
- رجاء الجداوي على موقع الدهليز
- رجاء الجداوي على موقع قاعدة بيانات الأفلام العربية